# Comuna Roșiori, Bacău
Roșiori (în maghiară Rosior) este o comună în județul Bacău, Moldova, România, formată din satele Misihănești, Negușeni, Poieni, Roșiori (reședința), Valea Mare și Valea Mică.

## Așezare
Comuna se află în nord-estul județului, la limita cu județul Neamț. Este traversată de șoseaua județeană DJ241A, care o leagă spre nord de Dămienești și spre sud de Traian (unde se intersectează cu DN2F, Secuieni, Izvoru Berheciului, Oncești, Vultureni și Dealu Morii, apoi mai departe în județul Vrancea de Corbița (unde se intersectează cu DN11A) și Tănăsoaia și mai departe în județul Galați de Brăhășești și Gohor. Din acest drum, la Roșiori se ramifică șoseaua județeană DJ241C, care duce spre nord-est în județul Neamț la Oniceni, apoi înapoi în județul Bacău la Lipova și mai departe în județul Vaslui la Dragomirești (unde se termină în DN2F). Tot din DJ241A, la Negușeni se ramifică șoseaua județeană DJ241E, care duce spre vest la Negri.

## Demografie
Componența etnică a comunei Roșiori
     Români (91,87%)
     Alte etnii (8,13%)
Componența confesională a comunei Roșiori
     Ortodocși (85,84%)
     Romano-catolici (5,93%)
     Alte religii (0,05%)
     Necunoscută (8,18%)
Conform recensământului efectuat în 2021, populația comunei Roșiori se ridică la 2.006 locuitori, în scădere față de recensământul anterior din 2011, când fuseseră înregistrați 2.097 de locuitori. Majoritatea locuitorilor sunt români (91,87%). Din punct de vedere confesional, majoritatea locuitorilor sunt ortodocși (85,84%), cu o minoritate de romano-catolici (5,93%), iar pentru 8,18% nu se cunoaște apartenența confesională.

## Politică și administrație
Comuna Roșiori este administrată de un primar și un consiliu local compus din 11 consilieri. Primarul, Ionel Petraru[*], de la Partidul Social Democrat, este în funcție din 2008. Începând cu alegerile locale din 2024, consiliul local are următoarea componență pe partide politice:
|  | Partid                          | Consilieri | Componența Consiliului | Componența Consiliului | Componența Consiliului | Componența Consiliului | Componența Consiliului |
|  | ------------------------------- | ---------- | ---------------------- | ---------------------- | ---------------------- | ---------------------- | ---------------------- |
|  | Partidul Social Democrat        | 5          |                        |                        |                        |                        |                        |
|  | Alianța pentru Unirea Românilor | 3          |                        |                        |                        |                        |                        |
|  | Partidul Național Liberal       | 2          |                        |                        |                        |                        |                        |
|  | Partidul Puterii Umaniste       | 1          |                        |                        |                        |                        |                        |

## Istorie
La sfârșitul secolului al XIX-lea, comuna făcea parte din plasa Fundul a județului Roman și era formată din satele Roșiori și Ruși, având în total 853 de locuitori. Anuarul Socec din 1925 arată că comuna Roșiori a preluat satul Negușeni de la comuna desființată Poiana lui Iurașcu, precum și toate satele comunei desființate Ciuturești. Comuna Roșiori făcea parte din aceeași plasă și avea acum 3469 de locuitori în satele Alexandri, Ciuturești, Poienile de Jos, Roșiori, Ruși, Misihănești, Negușeni, Poiana Humei și Strâmba.
În 1950, comuna a trecut la raionul Roman din regiunea Bacău, (între 1952 și 1956 din regiunea Iași). În 1964, satul Strâmba a luat numele de Valea Mică. Comuna a trecut la județul Bacău în 1968, satul Poiana Humei fiind trecut la comuna Oniceni din județul Neamț. Tot atunci, satul Ruși a fost desființat prin comasare cu satul Roșiori, iar satul Poienile de Jos a fost rebotezat în Poieni.

## Monumente istorice
Singurul obiectiv din comuna Roșiori inclus în lista monumentelor istorice din județul Bacău ca monument de interes local este biserica de lemn „Nașterea Maicii Domnului” (1772) din satul Poieni. Ea este clasificată ca monument de arhitectură.